# Арабський парламент

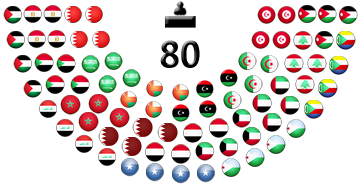
Графік, що показує кількість місць держав-членів у парламенті Арабу на 2020 рік

На саміті Ліги арабських держав 2001 року в Аммані, арабські країни домовилися про створення Арабського парламенту (англ. Arab Parliament, AP), і підписали резолюцію, яка давала Генеральному секретарю Ліги арабських держав повноваження для створення в парламенту. У 2004 році на саміті Ліги арабських держав в Алжирі всі країни Ліги погодилися відправити своїх представників на засідання тимчасового парламенту, які мали місце в штаб-квартирі Ліги арабських держав в Каїрі. Кожна держава-член була представлена чотирма депутатами, поки парламент не переїхав до офісу в Дамаску, що тоді ще будувався. 
Штаб-квартира була в Дамаску до 22 травня 2012. Потім засідання переїхали в Каїр. В даний час готується до переїзд в штаб-квартиру парламенту в Багдаді.

## Члени
| Країна            | Кількість депутатів | Країна               | Кількість депутатів  |
| ----------------- | ------------------- | -------------------- | -------------------- |
| Алжир             | 4                   | Лівія                | 1                    |
| Бахрейн           | 1                   | Мавританія           | 4                    |
| Джибуті           | 4                   | Марокко              | 3                    |
| Єгипет            | 4                   | ОАЕ                  | 2                    |
| Ємен              | 3                   | Оман                 | 4                    |
| Ірак              | 4                   | Палестина            | 2                    |
| Йорданія          | 4                   | Саудівська Аравія    | 3                    |
| Катар             | 3                   | Сирія                | 2                    |
| Коморські Острови | 2                   | Сомалі               | 4                    |
| Кувейт            | 5                   | Судан                | 3                    |
| Ліван             | 2                   | Туніс                | 4                    |
| Всього країн: 22  | Всього країн: 22    | Всього депутатів: 68 | Всього депутатів: 68 |

### Спостерігач
- Туреччина